# Sedbergh
Sedbergh è un paese di 3.691 abitanti della contea del Cumbria, in Inghilterra.